# Michael Foley (Radsportler)
Michael Foley (* 12. Januar 1999 in Milton) ist ein kanadischer Radsportler, der Rennen auf Bahn und Straße bestreitet.

## Sportlicher Werdegang
Michael Foley stammt aus Milton, wo sich seit 2015 das Mattamy National Cycling Centre mit einer Radrennbahn befindet. Durch den Vater eines Freundes kam er zum Radsport und fuhr zunächst Mountainbike-Rennen. Mit Eröffnung der Radrennbahn in seiner Heimatstadt wechselte er zum Bahnradsport. Er wurde in das Hochleistungsprogramm des Zentrums aufgenommen und von Olympiateilnehmer Steve Bauer trainiert. 2014 fuhr Foley erste Rennen, zunächst auf der Straße. 2017 fuhr Foley bei den Straßenweltmeisterschaften und der Tour de l’Abitibi, legte aber seinen Fokus auf die Bahn. Bei den Junioren-Bahnweltmeisterschaften 2017 startete er in mehreren Disziplinen, jedoch wenig erfolgreich.
Ab 2018 startete Foley in der Elite und wurde zweifacher kanadischer Meister, in der Mannschaftsverfolgung und im Zweier-Mannschaftsfahren. Zudem wurde er mit 18 Jahren das jüngste Mitglied der kanadischen Nationalmannschaft. Bei den Commonwealth Games belegte er mit Jay Lamoureux, Aidan Caves und Derek Gee in der Mannschaftsverfolgung Platz drei.  2019 nahm er an den Panamerikameisterschaften teil und errang zwei Titel: im Punktefahren und mit Derek Gee, Jay Lamoureux und Vincent De Haître in der Mannschaftsverfolgung. Im selben Jahr errang er erneut zwei nationale Titel. Bei den Bahnweltmeisterschaften im selben Jahr belegte der kanadische Vierer mit Foley Rang vier. Bei den Panamerikaspielen 2023 gewann er mit Carson Mattern, Chris Ernst, Sean Richardson und Campbell Parrish die Mannschaftsverfolgung; im Ausscheidungsfahren holte er die Silbermedaille.

## Erfolge

### Bahn
2018
- Commonwealth Games – Mannschaftsverfolgung (mit Jay Lamoureux,  Aidan Caves und Derek Gee)
- Kanadischer Meister – Zweier-Mannschaftsfahren (mit Derek Gee), Mannschaftsverfolgung (mit Evan Burtnik, Derek Gee und Adam Jamieson)

2019
- Panamerikameister – Punktefahren, Mannschaftsverfolgung (mit Derek Gee, Jay Lamoureux und Vincent De Haître)
- Kanadischer Meister – Zweier-Mannschaftsfahren (mit Derek Gee), Mannschaftsverfolgung (mit Aidan Caves, Jay Lamoureux und Chris Ernst)

2020
- Kanadischer Meister – Mannschaftsverfolgung (mit Aidan Caves, Jay Lamoureux und Chris Ernst)

2022
- Panamerikameister – Zweier-Mannschaftsfahren (mit Dylan Bibic)
- Panamerikameisterschaft – Punktefahren
- Kanadischer Meister – Einerverfolgung

2023
- Panamerikaspielesieger – Mannschaftsverfolgung (mit Carson Mattern, Chris Ernst, Sean Richardson und Campbell Parrish)
- Panamerikaspiele – Ausscheidungsfahren
- Panamerikameister – Mannschaftsverfolgung (mit Chris Ernst, Mathias Guillemette, Sean Richardson und Dylan Bibic)
- Panamerikameisterschaft – Einerverfolgung, Ausscheidungsfahren
- Kanadischer Meister – Einerverfolgung

2024
- Kanadischer Meister – Scratch

2025
- Kanadischer Meister – Einerverfolgung, Omnium

### Straße
2022
- Kanadischer Meister – Kriterium